# Titulair heer
Een titulair heer is een heer die geen heerlijke rechten meer bezit, maar nog slechts uit naam een bepaalde titel mag dragen.

## Nederland
De bekendste titulair heer van Nederland is koning Willem-Alexander. Achter zijn naam volgen tal van titels, die echter in geen geval meer bepaalde rechten met zich meebrengen. Zo heeft hij geen bestuurlijke rechten in Orange, maar is hij wél prins van Oranje.

### Overzicht van Nederlandse titulair heren en vrouwen
(selectie van enkele)
- Willem-Alexander der Nederlanden, hertog van Limburg, markies van Veere, erfprins van Vlissingen, graaf van Buren, Leerdam en Culemborg, baron van Breda, de stad Grave, het land van Cuijck, IJsselstein, Cranendonck, Eindhoven en Liesveld, erf- en vrijheer van Ameland, heer van Borculo, Bredevoort, Lichtenvoorde, Loo, Geertruidenberg, Klundert, Zevenbergen, Hoge en Lage Zwaluwe, Naaldwijk, St. Maartensdijk, Soest, Baarn, Ter Eem, Willemstad, Steenbergen en Montfoort
- Ferdinand François de Smeth van Alphen, titulair heer van Alphen en Rietveld
- Hendrik Nicolaas Cornelis van Tuyll van Serooskerken, titulair heer van Heeze, Leende en Zesgehuchten